# Супрутское городище
Супрутское городище — древнее городище, расположенное на реке Упе в Щёкинском районе Тульской области вблизи деревни Супруты. Находилось в землях вятичей и являлось крупным торговым центром на пути из Оки в Дон.
Первыми жителями городища были представители мощинской культуры III—VIII веков. Обилие предметов скандинавского происхождения позволяет предположить, что городище было занято некой варяжской дружиной, превратившей его в административный центр и пункт сбора дани. Существует предположение, что данные варяги, конкурировавшие с другими группами варягов за контроль торговых путей на Русской равнине, находились в IX веке под протекцией Хазарского каганата, либо были хазарскими наёмниками, призванными охранять этот стратегический торговый пункт.
Археологические данные показывают, что в конце IX века городище было подвергнуто разгрому, что, по одной из версий, могло быть связано с походами Олега Новгородского с целью устранения конкурирующих варяжских группировок и хазарского влияния, а также подчинения земель вятичей и северян.
Походы Олега на время подчинили вятичей, однако вскоре хазарское влияние на них восстановилось, а Супрутское городище было вновь заселено, о чём свидетельствуют находки арабских монет X века, вещей салтовской культуры. На городище проживало около 300 человек, его планировка была отличной от славянской.
Окончательный разгром Супрутского городища традиционно связывался с походами Святослава на Хазарию и в земли вятичей в 965-м — 968/969 годах, однако по археологическим данным, Супруты были разрушены на полвека раньше: в 910—915 годах. После уничтожения городища Донской торговый путь угасает: основное движение серебра осуществляется только через Волгу. Вероятными инициаторами похода на Супруты могли быть дружины русов, контролировавших Волжский торговый путь в Верхнем Поволжье (Тимерёво, Михайловское, Петровское).
Супрутские серебряные полые пронизи в виде трёх соединённых шариков, спаянные из двух половинок, имеют ближайшие аналогии с пронизками из клада, найденного на роменском Новотроицком городище на Сумщине, и в материалах Великой Моравии. Гирьки с поселения у села Супруты относятся к более простой и архаичной системе по сравнению с принятыми в Тимерёво и, особенно, в Гнёздово. Лучевые серьги из Супрут и Железницкого клада, найденного близ села Железницы на реке Осетре, относятся ко второму этапу развития, во время которого шёл активный поиск новых форм и сочетаний элементов, о чём свидетельствует разнообразие типов украшений. Найденные в Супрутах семилучевые височные кольца (лучевые серьги) стали, по всей видимости, прототипом семилопастных височных колец вятичей.